# Magister Musicae
Magister Musicae es un portal Web que incluye un catálogo de enseñanza musical digitalizada de más de 3.000 horas, con clases impartidas por más de 200 célebres músicos internacionales.
Con el objetivo de perpetuar para las generaciones futuras las clases que cada día tenían lugar en la Escuela Superior de Música Reina Sofía y hacerlas accesibles a un mayor número de personas, Paloma O`Shea promovió este proyecto desde la Fundación Albéniz, de la que es presidenta y fundadora.
En el año 2000, el Ministerio de Ciencia y Tecnología Español apoyó el proyecto con una importante dotación económica englobada en el ámbito del programa PROFIT. Tres años de I+D tecnológica centrada en la digitalización, catalogación, compresión y difusión de vídeo de alta calidad en Internet, dieron como resultado HTCMedia, una herramienta que permite gestionar grandes cantidades de información en vídeo de una forma simple y que ha sido fundamental para la creación de Magister Musicae. 
Las clases magistrales se graban en las escuelas de música. Estas lecciones son analizadas pedagógicamente por musicólogos especializados, catalogadas según obra y movimientos y después en unidades didácticas de hasta 6 minutos de duración. Esta clasificación permite al visitante acceder directamente al concepto didáctico que sea de su interés e interrelacionar distintas clases de distintos profesores. 
El acceso a esta información requiere software de Microsoft y está protegido por técnicas de DRM. La distribución del contenido multimedia es híbrida: hay un servidor central de licencias de pago por visión pero el contenido en sí se distribuye a los centros en forma de DVD cifrados.

## Instituciones socias
Dado lo ambicioso del proyecto, en el 2004, seis de los principales conservatorios y escuelas de música se unieron a Magister Musicae a través del proyecto europeo Harmos, facilitando el acceso a sus profesores y haciendo Magister Musicae aún más internacional:
- El Royal College of Music de Londres
- El Koninklijk Conservatorium de Bruselas
- La Staatliche Musikhochschule de Stuttgart
- La Escuela Superior de Música do Porto de Oporto
- La Escola Superior de Música de Cataluña de Barcelona
- La Lithuanian Academy of Music de Vilnius
- Asociación Europea de Conservatorios.

El proyecto recibió el respaldo económico de la Comisión Europea que lo designó “Proyecto Modelo con Impacto en las Políticas de la Unión”.

## Profesores participantes
Entre los más de 200 profesores participantes en Magister Musicae destacan:
- András Schiff
- Zakhar Bron
- Teresa Berganza
- Bruno Canino
- Silvia Marcovici
- Tom Krause
- Natalia Gutman
- Gérard Caussé
- David Geringas
- Veronica Hagen
- Lorin Maazel
- Vitaly Margulis
- Zubin Mehta
- Vladimir Ashkenazy